# Kunoy (wyspa)
Kunoy (far. wym. [kuːnɔi] lub [kuːnɪ], duń. Kunø) – jedna z wysp archipelagu Wysp Owczych, położonym na Morzu Norweskim, który stanowi terytorium zależne w ramach Królestwa Danii. Administracyjnie cała wyspa leży w gminie Kunoyar kommuna, znajdującej się w najbardziej na północ wysuniętym regionie Norðoyar.
Wyspa ta ma powierzchnię 35,5 km², co daje jej ósmą pozycję na archipelagu pod względem wielkości, i zamieszkuje ją 160 osób. Jej nazwa w dosłownym tłumaczeniu na język polski oznacza Kobieca Wyspa. Nazwa ta odpowiada nazwie sąsiedniej wyspy Kalsoy (duń. Kalsø), która znaczy dokładnie Wyspa Mężczyzn.

## Geografia
Opisywana wyspa jest stosunkowo niewielka, nawet, jak na farerskie standardy - zajmuje 35,5 km². Jest ona rozciągnięta południkowo i stosunkowo wąska. Tworzy ją kilka szczytów, powstałych na skutek erupcji wulkanów. Najwyższym z tych szczytów jest Kúvingafjall w centralnej części wyspy, który osiąga 830 m n.p.m. Wyspa ta jest jednak jedną z najwyższych na całym archipelagu - poza najwyższym cztery szczyty sięgają ponad osiemset metrów nad poziom morza, kolejne dwa ponad siedemset, jeden 644, a najniższy, Klettur, 444 m n.p.m.
Na wyspie tej da się zaobserwować kilka potoków górskich, szczególnie w południowej części. Nie ma tam jednak żadnego górskiego jeziora. Na północy wybrzeże przybiera formę klifową.
Klimat na Kunoy nie różni się znacząco od klimatu pozostałej części Wysp Owczych. W lecie temperatura nie przekracza zwykle dwudziestu °C, a w zimie rzadko spada znacząco poniżej zera stopni. Jest tam nieco chłodniej niż na południu z uwagi na to, że wyspa ta jest wyższa od pozostałych. Cechą klimatu Wysp Owczych są także częste opady deszczu, szczególnie w półroczu chłodnym, oraz porywiste wiatry.

### Położenie
Kunoy znajduje się w północnej części Wysp Owczych. Jest jedną z sześciu Wysp zwanych Norðoyar (Wyspy Północne). Na zachód od niej, za cieśniną Kalsoyarfjørður, znajduje się wyspa Kalsoy, natomiast na południowym wschodzie i wschodzie od Wyspy, za cieśniną Haraldssund znajduje się Borðoy, największa z Wysp Północnych. Na północ od wyspy rozpościera się Morze Norweskie, od południa graniczy ona z wodami Leirvíksfjørður.

## Historia
Historia ludzkości na wyspie Kunoy rozpoczyna się około XII wieku. Na ten okres datuje się niewielkie ruiny dwa kilometry na południe od miejscowości Haraldssund, gdzie miała powstać niewielka niderlandzka kolonia. Pierwsza wzmianka o drugiej z miejscowości, zwanej Kunoy pochodzi z drugiej połowy XIV wieku. Ostatnia, obecnie już nieistniejąca, powstała w drugiej połowie wieku XVI. Zwano ją Skarð.
Jedne z pierwszych, bardziej szczegółowych informacji na temat miejscowości na Kunoy, pochodzą z lat znacznie późniejszych. W 1705 roku rolnik z Haraldssund miał stracić swoje gospodarstwo w wyniku kupna tytoniu od holenderskiego okrętu. Wówczas, handel z podmiotami innymi niż Królewski Monopol był zabroniony.
W 1860 roku w tej miejscowości znajdowało się pięć domów, od których nazw wzięły się nazwiska ich właścicieli. Były to: Har Uttari, Har Innari, Har Suður (nazwisko: Har Suðuri), Á Gørðum oraz Bygningurin. Siedem lat później, w sąsiedniej miejscowości Kunoy powstał najstarszy, do dziś istniejący kościół na całej wyspie. Później pojawił się zwyczaj, że każda łódź rybacka, która wypłynie z przystani na połów, oddaje jedną rybę kościołowi. Budowa owego kościoła rozpoczęła się 20 maja, a zakończyła się 17 października. Wszyscy ludzie z wyspy włączyli się w budowę kościoła, którą kontrolował mieszkaniec Haraldssund, Símun har Suðuri. Ten sam człowiek kierował wcześniej budową podobnego obiektu w Klaksvík.
23 grudnia 1913 roku wydarzyła się tragedia w miejscowości Skarð, siedmiu mężczyzn, którzy byli jedynymi mężczyznami w wieku produkcyjnym w osadzie, wypadli z łodzi i utopili się podczas połowu ryb. Wdowy, starcy i dzieci z czasem zaczęli przenosić się do innych miejscowości, głównie do Haraldssund. Ostatni mieszkańcy opuścili osadę w 1919 roku. Obecnie jedna, stara łódź ze Skarð wisi w kościele Christianskirkjan w Klaksvík.
W roku 1914 na Kunoy powstał pierwszy park z niewielkimi drzewami, zwany Viðarlundin í Kunoy. Jest to strefa o powierzchni 7829 m². Pierwotne plany zakładały, że będzie to powierzchnia o 10 000 metrów kwadratowych większa. Od 1949 park ten należy do gminy Kunoy. Patki takie tworzone są na obszarze Wysp Owczych, by zadrzewić nieco obszar, który przed przybyciem człowieka posiadał jedynie roślinność niską, taką jak trawy czy krzewy.
Tradycyjnie, Haraldssund był miejscem, gdzie obchodzono Święto Ofiarowania Pańskiego (2 lutego), po farersku Kyndilsmessa. W latach 80. XX wieku próbowano rekultywować tę tradycję, jednak nie udało się to ze względu na zbyt dużą niedostępność osady Haraldssund. Obecnie ponownie próbuje się wznowić tę tradycję. W tym samym okresie stworzono również tunel i groblę, które połączyły wzajemnie obie istniejące osady na Kunoy oraz wyspę z sąsiednią Borðoy.

## Transport
Niewiele jest możliwości dotarcia do wyspy Kunoy. Przed rokiem 1988, dostać się tam było można jedynie za pomocą łodzi, jednak obecnie umożliwione jest to także pojazdom kołowym. Między Kunoy, a sąsiednią Borðoy stworzona została grobla, a wewnątrz pasma górskiego, pomiędzy szczytami Galvsskorðafjall (768 m n.p.m.) i Suður á Nakki (703 m n.p.m.), poprowadzono tunel, dzięki któremu można przedostać się na zachodnie wybrzeże. Tunel ten, zwany Kunoyartunnilin, ma długość 3031 metrów. Prócz samochodów osobowych z tunelu tego korzystają autobusy Bygdaleiðir linii 504, kursujące od Klaksvík, przez Haraldssund, do osady Kunoy.

## Miejscowości
Na Kunoy znajdują się dwie stale zamieszkane miejscowości i jedna opuszczona.
- Kunoy (duń. Kunø) - jest położona na zachodnim wybrzeżu, w centralnej części wyspy. Górują nad nią trzy szczyty: Kúvingafjall (830 m n.p.m.), Middagsfjall (815 m n.p.m.) oraz Urðafjall (817 m n.p.m.), od zachodu zaś graniczy z wodami Kalsoyarfjørður. Jest ona podzielona na trzy części. Osadę tę zamieszkuje 84 ludzi[1] i jest ona siedzibą gminy Kunoy. Prócz tego miejscowości znajduje się jedna kawiarnia (Kaffistovan í Kunoy) oraz kościół z 1867 roku.

- Haraldssund (duń. Haraldsund) - jest położona na wschodnim wybrzeżu, w południowej części wyspy. Górują nad nią dwa szczyty: Urðafjall (817 m n.p.m.) oraz Suður á Nakki (703 m n.p.m.), od wschodu zaś graniczy z wodami cieśniny Haraldssund. Na południe od niej znajdują się ruiny starych domów z XII wieku. Osadę tę zamieszkuje 76 ludzi[1]. Przez pewien czas miejscowość ta była bardziej ludna niż pobliskie Kunoy[1].

- Skarð - jest położona na wschodnim wybrzeżu, w centralnej części wyspy. Jest jednocześnie wysunięta na północ ze wszystkich osad na Kunoy. Góruje nad nią szczyt Teigafjall (822 m n.p.m.), od wschodu zaś graniczy z wodami cieśniny Haraldssund. Do miejscowości prowadzą dwie trasy piesze: jedna z Haraldssund, wzdłuż wschodniego wybrzeża wyspy, a druga z Kunoy, przez przełęcz Skarðsgjógv. Obecnie trasa ta zalecana jest jedynie osobom doświadczonym we wspinaczce górskiej, jednak kiedyś trasę tę pokonywali ludzie ze Skarð, zmierzając co niedzielę do kościoła w Kunoy[5]. Obecnie, od 1919 roku miejscowość Skarð nie jest zamieszkana na stałe.

## Urodzeni na Kunoy
Wyspa Kunoy, pomimo niewielkiego rozmiaru, była miejscem urodzenia kilku osób, znanych na Wyspach Owczych:
- Rasmus Magnussen (ur. 1560 w Haraldssund, zm. 1670, tamże) - jeden z najstarszych ludzi w historii Wysp Owczych. W 1673 roku pojawił się w dziele Lucasa Debesa, topografa duńskiego, który w 1652 roku przybył na archipelag, by stworzyć jego dokładną mapę i opisać tamten region. Żył 110 lat.

- Símun av Skarði (ur. 3 maja 1872 w Skarð, zm. 9 października 1942) - farerski poeta, polityk i nauczyciel. Założyciel Føroya Fólkaháskúli (Farerskiej Szkoły Ludowej) (1899) oraz współtwórca Hymnu Wysp Owczych (1906). W latach 1906-1914 wchodził w skład partii Sjálvstýrisflokkurin.

- Anna Suffía av Skarði (ur. 1876 w Skarð, zm. 1932) - siostra Símuna, mimo braku wykształcenia pedagogicznego krzewiła edukację wśród farerskiej młodzieży.